# Skiljemynt
Skiljemynt, även kallade kreditmynt eller mynttecken, är mynt där metallen som ingår inte motsvarar värdet på myntets valör. Nästan alla mynt som används idag är skiljemynt. Motsatsen är värdemynt, där myntets valör motsvarar metallens värde. Värdet på skiljemynt är baserade på värdet av valutan i ett land, inklusive varor och tjänster och landets värdestabiliserande åtgärder, vilket gör att värdet är relativt fast över tiden. Värdemynt påverkas också av värdeförändringar i den metall som mynten består av, vilket gör det svårare att behålla en fast kurs.

Jämför gärna den svenska daler silvermynt som användes förr. Eftersom det fanns daler slagna i både silver och koppar förändrades värdet på mynten, men även värdeskillnaden mellan mynten förändrades: 1633 var en daler silvermynt värd 2 daler kopparmynt. 1665 var en daler silvermynt värd 3 daler kopparmynt.